# Amphiacusta caraibea
Amphiacusta caraibea är en insektsart som först beskrevs av Henri Saussure 1897.  Amphiacusta caraibea ingår i släktet Amphiacusta och familjen syrsor. Inga underarter finns listade i Catalogue of Life.